# ماساکو موتای
ماساکو موتای (به ژاپنی: 罇 真佐子 もたい まさこ) متولد ۱۷ سپتامبر ۱۳۵۲ میلادی یک بازیگر زن اهل ژاپن است. او فعالیت خود را از سال ۱۳۹۷ آغاز کرد. او در سال ۲۰۰۷ توانست جایزه آکادمی فیلم ژاپن را عنوان بهترین بازیگر مکمل زن دریافت کند.